# Karl Meersman
Pour les articles homonymes, voir Meersman.
Karl Meersman dit Karl, né le 14 septembre 1961 à Tamise (province de Flandre-Orientale), est un dessinateur de presse et illustrateur belge néerlandophone, vivant à Sint-Niklaas.
Il est connu pour ses caricatures hebdomadaires dans les magazines populaires Trends et Knack.
L'art de Meersman a été largement salué dans la presse, dans le monde de l'art et dans la politique. Il a attiré l'attention internationale lorsque son travail a été exposé au consulat belge à New York, en 2006–2007.

## Biographie
Karl Meersman naît le 14 septembre 1961 à Tamise. Au départ, il est principalement occupé par des travaux dans le secteur de la publicité. Il est embauché comme caricaturiste par le magazine Trends en 1987 après avoir été remarqué en train de dessiner des visiteurs dans un magasin de meubles, et depuis, il dessine des caricatures politiques pour le magazine hebdomadaire. Le magazine économique qualifie le dessinateur de « bouffon de la société socio-économique ».
En 2002, il devient l'illustrateur permanent de Focus Knack, pour lequel il dessine la plupart du temps des caricatures de personnalités du showbiz.
Comme ses plus grandes influences, Karl Meersman cite Egon Schiele et les estampes satiriques dans la lignée de Félicien Rops, Toulouse-Lautrec et Honoré Daumier. Son style est décrit comme réaliste avec un sens aigu du détail.
Outre les caricatures et les dessins éditoriaux, Karl Meersman produit également des affiches, des timbres, des peintures et des aménagements intérieurs. Dans le passé, il a également produit des illustrations de livres et des livres pour enfants.
Il est également membre du collectif et du site web The Cartoonist, réunissant des dessinateurs belges de presse, créé par Marec, où ils mettent leurs travaux à la disposition du public.
Il expose régulièrement son travail tant en Belgique qu'à l'étranger : New York, Londres, Allemagne, Japon, Luxembourg, Pologne et Taïwan.
Il remporte des prix avec des affiches pour l'UNESCO et la Foire du livre de jeunesse de Bologne, en Italie. Il conçoit également un timbre pour la Coupe du monde de football 1990 en Italie ainsi qu'une affiche pour les Jeux olympiques d'été de 1992 à Barcelone. Il est également récompensé en Chine pour le meilleur dessin de timbre au monde en 2005. Il est lauréat du Cartoonfestival Knokke-Heist en 1986 et de la Karikaturale de Hoeilaart en 1987 et 1989. En 2011, il remporte le Press Cartoon Europe, et le grand prix du Press Cartoon Belgium 2020 — doté de 5 000 euros — pour un dessin sur les actions de l'activiste pour le climat Anuna De Wever.

### Vie privée
Il est marié à l'ancienne journaliste et présentatrice de télévision de la VRT Lies Martens (nl).

Caricatures par Karl Meersman
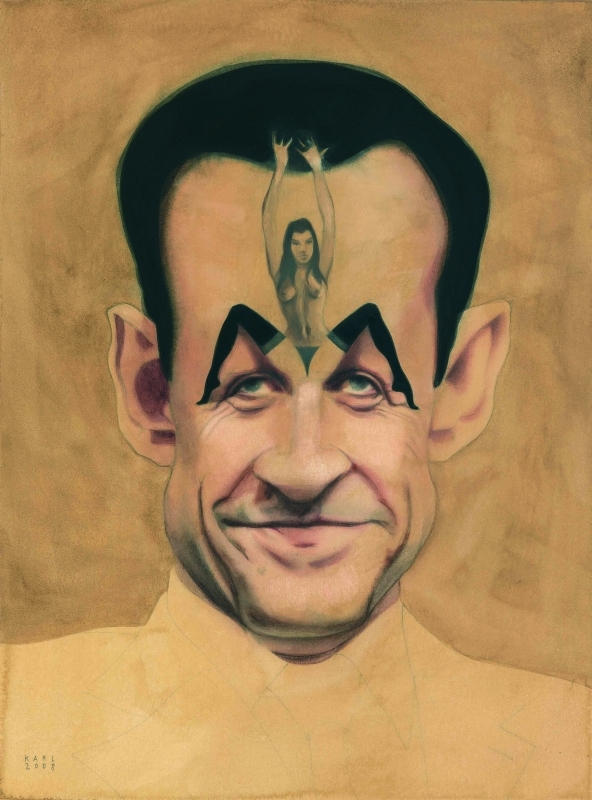
Caricature de Nicolas Sarkozy et Carla Bruni (2008)
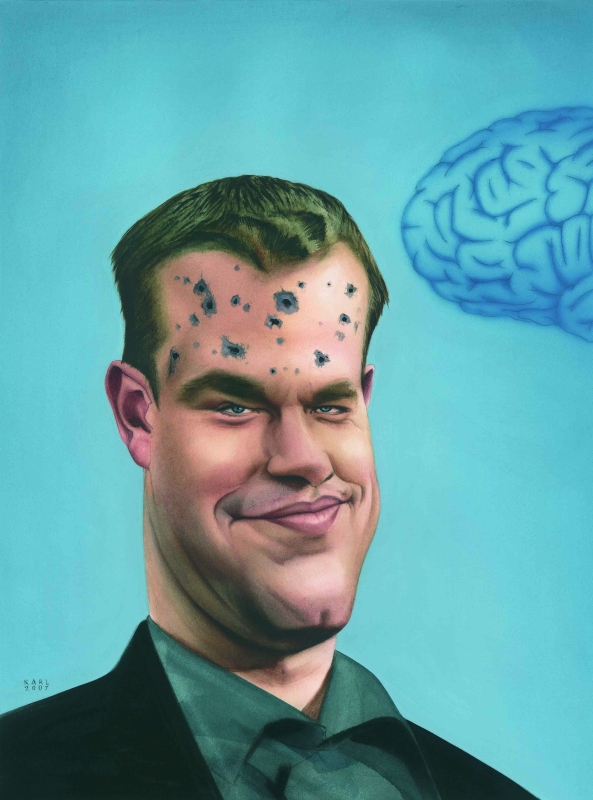
Caricature de Matt Damon (2007)
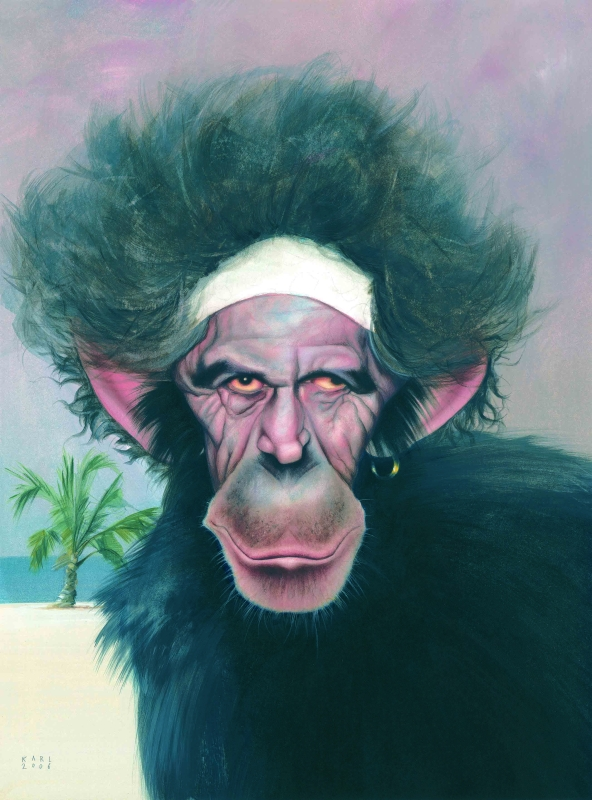
Caricature de Keith Richards (2006)
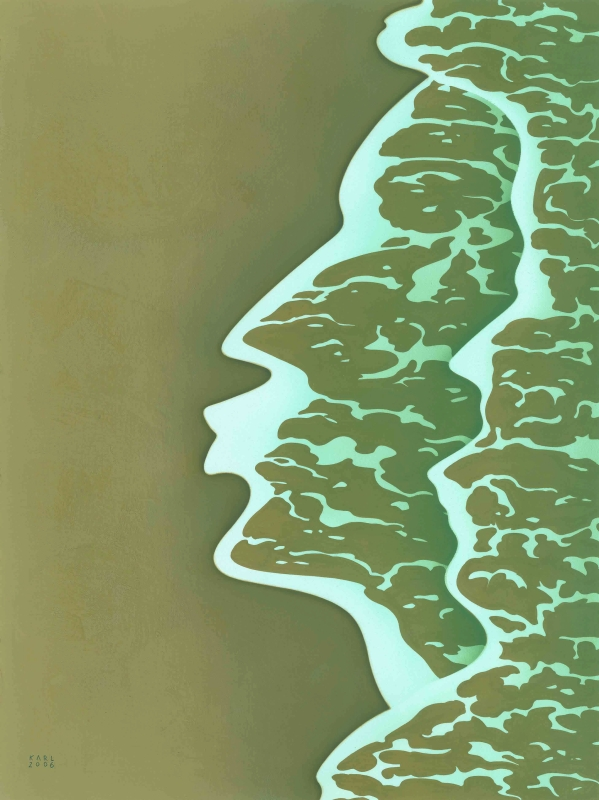
Illustration De Kust (2006)

## Publications

### Caricature éditoriale
- Karl Meersman : VIPS TOO : very important paintings too, Roularta Books, 2010  (ISBN 978-90-8679-358-7)
- Karl Meersman : VIPS : very important paintings, Roularta, 2007  (ISBN 978-90-5466-512-0)
- Hugo Vandamme and Karel Cambien, illustré par Karl Meersman. Wat baten kaars en bril : management in spreekwoorden : wat je op school niet leert. Roularta, 2007  (ISBN 978-90-5466-995-1)
- Trends (2000). Illustré par Karl Meersman. België : tekenend en getekend 1990–2000 : Karl Meersman tekent tien jaar België / La Belgique traits pour traits 1990–2000 : Karl Meersman croque dix belges années. Roularta  (ISBN 90-5466-478-9)
- Hendrik Seghers, (1997). Illustré par Karl Meersman. De nieuwe collaboratie : een ondernemer in het verzet. Davidsfonds, 1997  (ISBN 90-6152-655-8)
- Trends (1993). Illustré par Karl Meersman. België in 30 hoofdstukken : over economie en politiek in de jaren '90. Roularta  (ISBN 90-5466-073-2)
- Mark Uytterhoeven (1988). Illustré par Karl Meersman. Wat een jaar, beste spotliefhebber! : de hoogtepunten van het sportjaar 1988. Roularta  (ISBN 90-72411-12-9)

### Collectifs
- (nl + fr) Press Cartoon Belgium 2006 : de beste cartoons uit de Belgische pers van het jaar 2005 = Press Cartoon Belgium 2006 : les meilleurs dessins de presse parus en 2005 dans la presse belge, Leuven, Van Halewyck, 2006, 143 p., ill. ; 22 cm (ISBN 90-5617-694-3)

### Littérature d'enfance et de jeunesse
- Ron Langenus. Illustré par Karl Meersman. Het geheim van de Zwarte Dame, Davidsfonds, 1996  (ISBN 90-6565-735-5)
- Gregie De Maeyer. Illustré par Karl Meersman. Ah. Davidsfonds, 1996  (ISBN 90-6565-745-2)
- Jac Linders. Illustré par Karl Meersman. Complot tegen Jesse. Davidsfonds 1997  (ISBN 90-6565-820-3)
- Ron Langenus, Illustré par Karl Meersman. Onder de zwarte heuvel. Davidsfonds, 1997  (ISBN 90-6565-777-0)
- Gregie De Maeyer. Illustré par Karl Meersman. De koningste koning. Davidsfonds, 1998  (ISBN 90-6565-878-5)
- Jac Linders. Illustré par Karl Meersman. De derde kans. Davidsfonds, 1999  (ISBN 90-6565-922-6)
- Kolet, Janssen. Illustré par Karl Meersman. Wisselkind : romain. Davidsfonds, 2000  (ISBN 90-6565-935-8)
- Karl Meersman, Een melkje wolk. Afijn, 2002  (ISBN 90-5933-017-X)

#### Livres
: document utilisé comme source pour la rédaction de cet article.
- Ben Herremans, Karl Meersman : een getekend wereldbeeld / Karl Meersman traits marquant le monde, Roularta, 2003  (ISBN 90-5466-593-9).